# Villa Swoboda
Villa Swoboda, dnes Casa Austria, je budova z grunderského období ležící v salcburské obci Anif, přímo na hranici s městskou částí Salcburk (Keltenallee 3). Stavbu z roku 1868 dnes obývá následník trůnu Karel Habsbursko-Lotrinský, syn Oty Habsbursko-Lotrinského. Také se zde konají různé významné slavnosti.

## Dějiny
Jedním z největších selských dvorů v Anifu 19. století byl Mayerhofgut, který odnepaměti patřil k územnímu panství chiemseeského biskupství, světícím biskupům salcburského arcibiskupství. Ve druhé půli 19. století se podnik dostal do ekonomických potíží a částečně musel být prodán. Vídeňský velkoobchodník farmaceutickými výrobky Wilhelm Swoboda roku 1866 dům a velký pozemek odkoupil včetně Mayerhofergutu. Parcelu nechal oplotit a zřídit park ve stylu anglického parku. Navíc pověřil vídeňského architekta Karla Sattlera (mohlo by se jednat o „vídenského architekta Sattlera“ ze školy Neustiftgasse Objekt ID: 27297 Vídeň/Neubau z roku 1873 a Deutsches Haus 1891) vybudováním panské vily v novorenesančním stylu. Ta byla dokončena v roce 1869.
Mezi zajímavosti v dějinách vily patří i skutečnost, že zde korunní princ Rudolf se svou mladou manželkou princeznou Štěpánkou strávil část svých líbánek. Korunní princ Rudolf svoji pozdější manželku roku 1881 přivítal na salcburské půdě. Salcburčané páru darovali skříňku, jejíž dřevo pocházelo z významné hrušně na valserském poli. Císařský pár strávil svatební noc v císařském zámku Laxenburg u Vídně, avšak Štěpánka si stěžovala na nedostatečné vybavení. Jelikož byl Salcburk na trase plánované svatební cesty, byla pro císařský pár pronajata Vila Swoboda.
Roku 1884 získal Montforterhof s přilehlými nemovitostmi Alois hrabě von Arco-Stepperg. Jeho jediná dcera Sophie Arco-Steppberg, vdaná paní hraběnka Moy de Sons, roku zdědila 1893 celé panství a roku 1904 koupila i vilu Swoboda. V roce 1910 získala také ostatní části Mayrhofergutu. Od hraběnky Sophie přešla vila Swoboda stejně jako vodní zámek Anif se správou panství na jejího synovce, kunsthistorika Johannese hraběte von Moy. Jeho adoptivní syn, Johannes hrabě von Moy, je majitelem vily Swoboda dodnes.

## Casa Austria dnes
Vila je nápadná svou barevností a asymetricky posazenou věží s plochou střechou. Budova je značně členitá díky bílým okenicím a kvádrovým blokům na rozích. Z hlediska architektonického má stavba romantický vzhled. Přilehlé pozemky s výjimkou několika hospodářských stavení vily (dnes zde má svou pobočku např. zahradnictví Lederleitner) jsou dodnes víceméně v původním stavu.
Na konci 90. let 20. století byla vila z iniciativy hraběte Johannese von Moy renovována a poté si zde zřídil své sídlo a bydliště Karel Habsbursko-Lotrinský, syn následníka rakousko-uherského trůn Otty Habsburského jenž dům Casa Austria (‚Rakouský dům‘) stále obývá.
Vila je též příležitostně pronajímána jako zvláštní „prostředí pro významné události“.

## Galerie

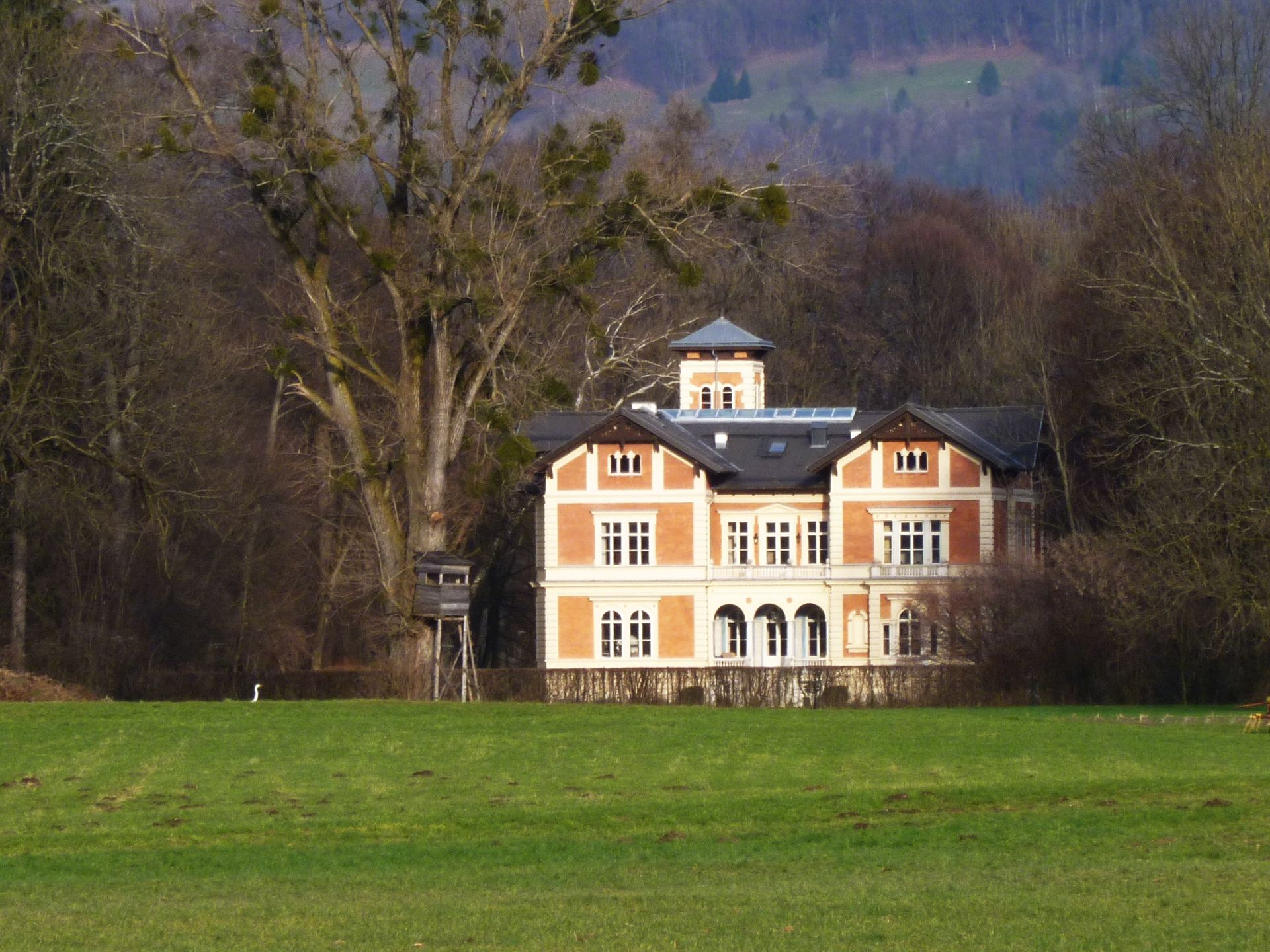
Vila Swoboda od jihu
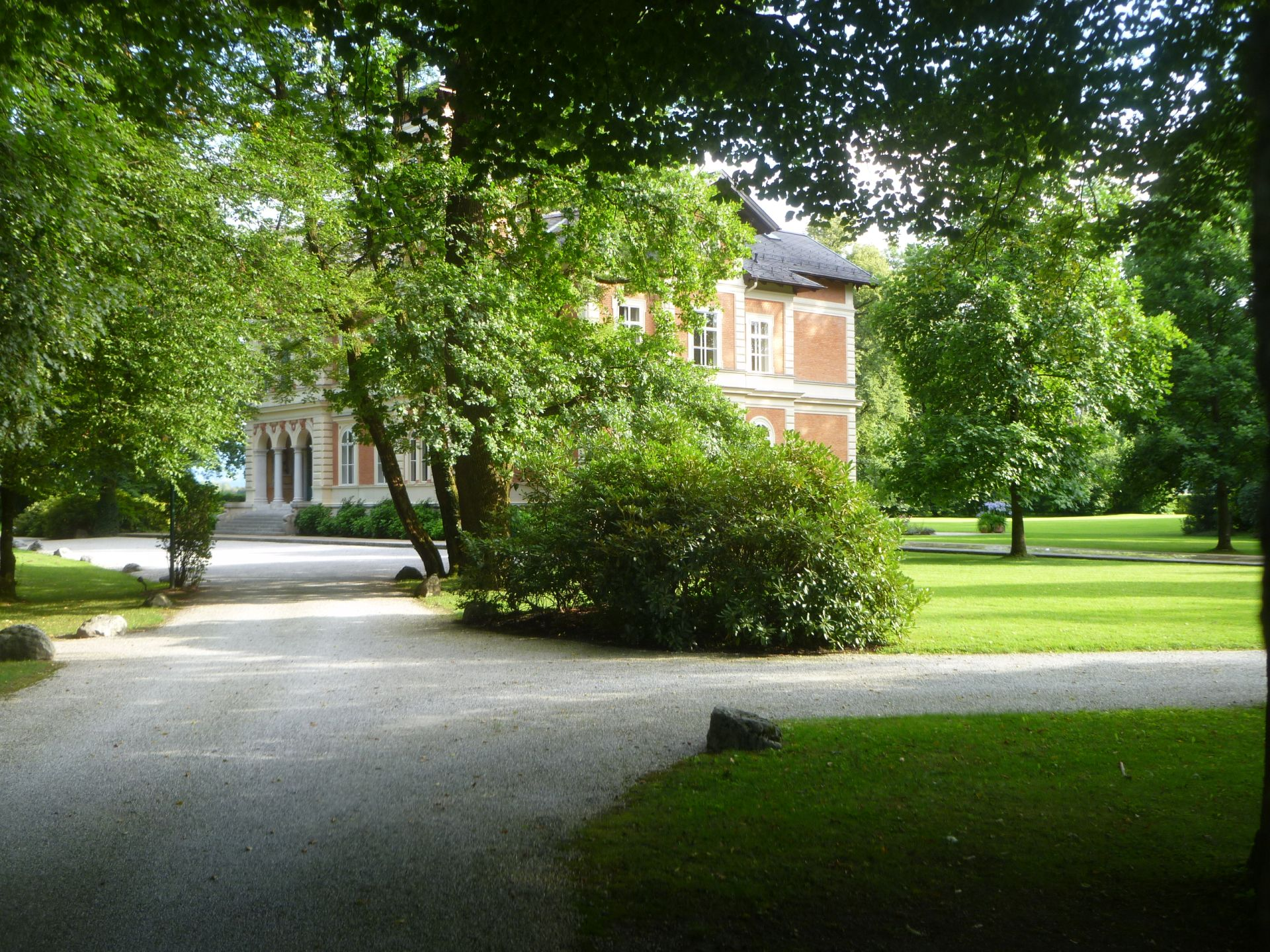
Park Vily Swoboda
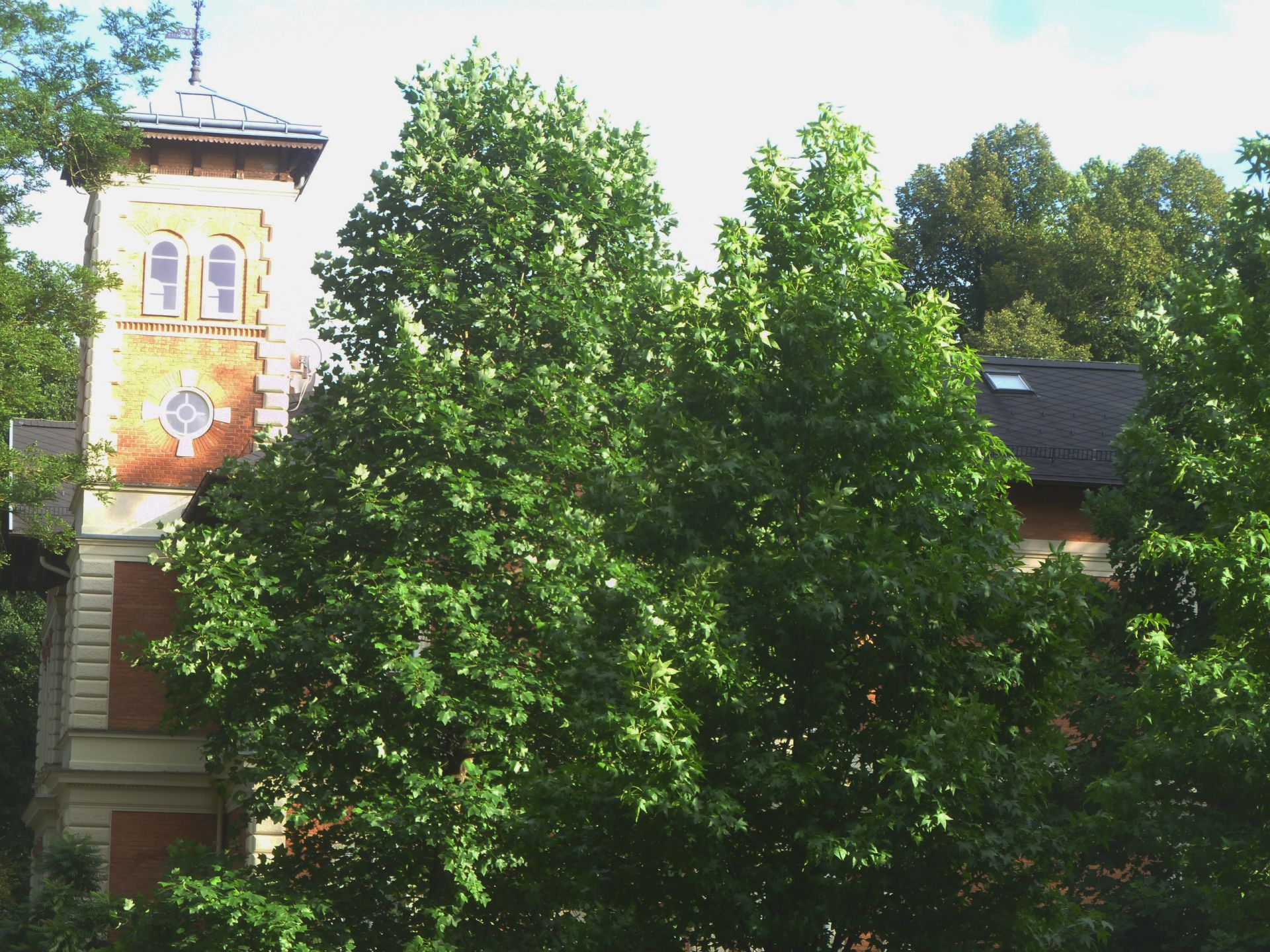
Vila Swoboda v létě
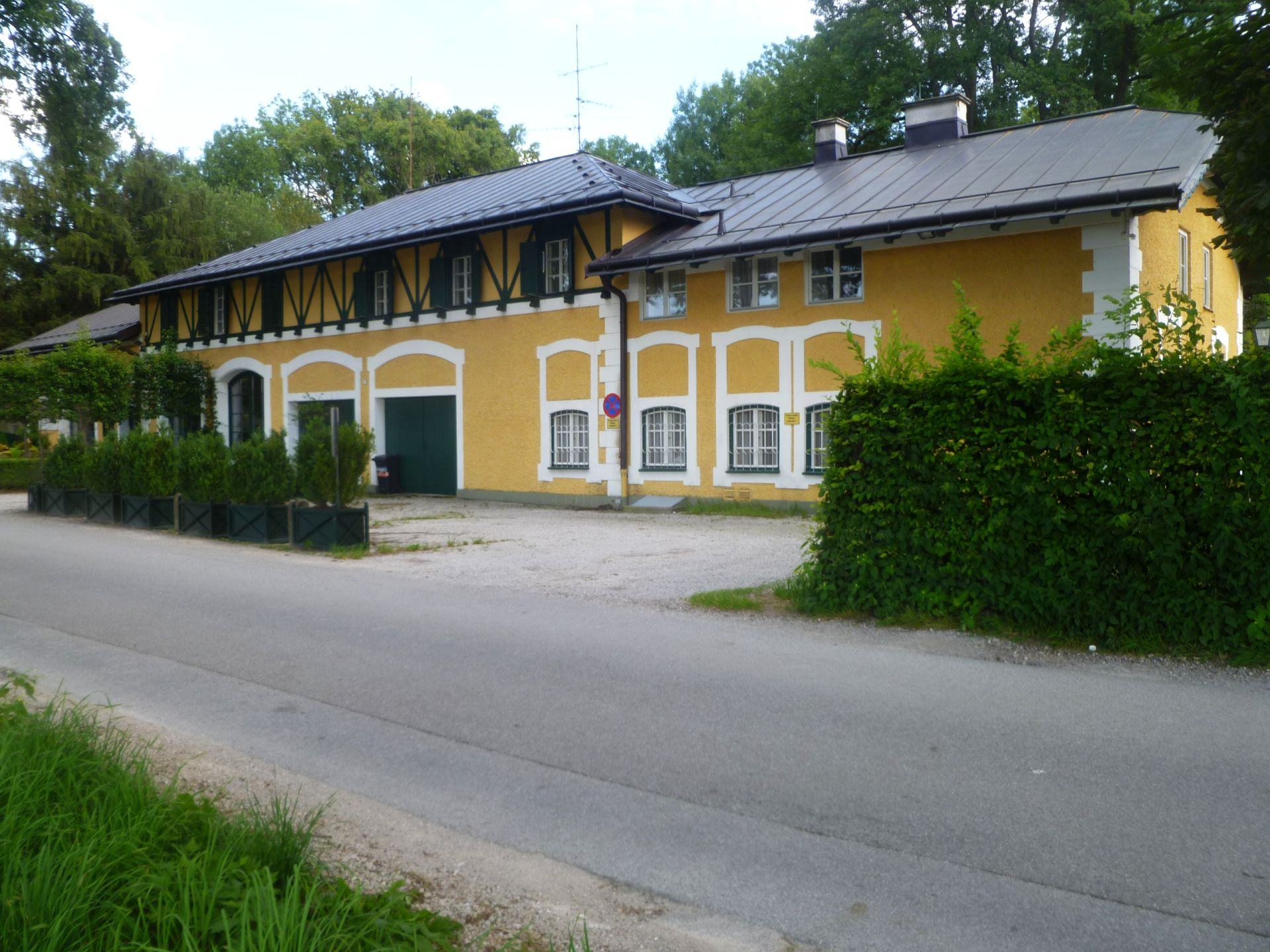
Hospodářské stavení